# Amphidromus perversus
Amphidromus perversus es una especie de caracol terrestre que respira aire, un molusco gasterópodo pulmonado de la familia Camaenidae. Propio de las islas de Indonesia, presenta la particularidad de que las conchas pueden ser tanto levógiras como dextrógiras, circunstancia a la que hace referencia su nombre en latín.
Es la especie tipo del género Amphidromus de acuerdo con la designación posteriormente establecida por Eduard Carl von Martens (1860).

## Subespecies
Se han clasificado seis subespecies de Amphidromus perversus:
- Amphidromus perversus perversus (Linnaeus, 1758)
- Amphidromus perversus butoti (Laidlaw & Solem, 1961)
- Amphidromus perversus emaciatus (von Martens, 1867)
- Amphidromus perversus melanomma (Pfeiffer, 1852)
- Amphidromus perversus natunensis (Fulton, 1896)
- Amphidromus perversus rufocinctus (Fruhstorfer, 1905)
- Amphidromus perversus siglerae (Thach, 2018)

## Distribución
La distribución de Amphidromus perversus incluye Sumatra y desde Java a Borneo, Sulawesi y Bali.
Ausente de la Cadena de Mentawi y de la Isla de Panaitana, su presencia en Sumbawa está pendiente de confirmación. Probablemente se haya introducido en Singapur. Las subespecies reconocidas aquí proceden de Gran Natuna, Bawean, de las islas Kangean y de las islas Riau. 

## Descripción de la concha
Amphidromus perversus presenta anfidromía (es decir, la población está formada por caracoles con concha de arrollamiento tanto levógiro como dextrógiro).
Como en la mayoría de las otras especies de Amphidromus de cocha gruesa, el labio está engrosado internamente, forma un "rollo" en su expansión y posee un callo parietal muy pesado.
La concha es sólida, pulida, anfidroma, moderadamente grande (45–55 mm de alto), generalmente con una variz oscura. El labio y el callo son blancos; con color de fondo blanco, naranja, amarillo o verde amarillento. Muchas muestras presentan rayas parduscas radiales interrumpidas o continuas que cubren parte o la totalidad de las espirales en la aguja inferior y espira del cuerpo.
Sin duda, Amphidromus perversus, ofrece la mayor variedad de combinaciones de colores discretamente variables de su especie.

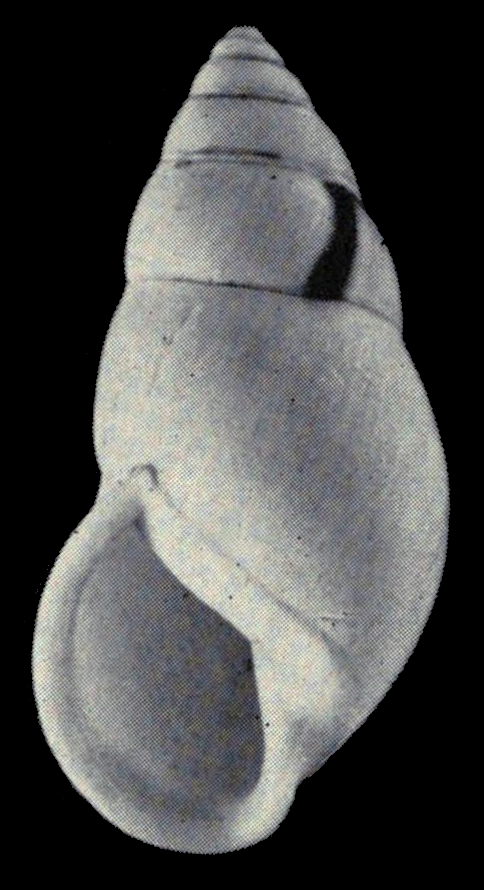
Amphidromus perversus perversus f. niveus

Las variaciones de color de Amphidromus perversus perversus incluyen 12 formas:
1. Amphidromus perversus perversus f. aurea Dillwyn, 1817 (no Martyn, 1784), se puede usar para caracterizar las conchas monocromáticas de color naranja (en lugar de amarillo) que se encuentran en Java y Célebes. Posiblemente, constituye una variación individual.[3]
2. Amphidromus perversus perversus f. aureus Martyn, 1784. Todavía no se ha informado una localización precisa. Se basó en tres conchas recolectadas por Sir Joseph Banks, supuestamente en Pulau Panaitan. El único Amphidromus encontrado allí, Amphidromus banksi Butot, es bastante diferente y la ubicación real del aureus todavía se desconoce. Las conchas tienen una amplia zona blanca debajo de la sutura, como en el complejo Amphidromus atricallosus y las partes inferiores de las espirales son amarillas, con o sin flamulaciones estrechas, onduladas, de color marrón rojizo. Los especímenes originales conservados en el Museo de Historia Natural parecen ser una forma de Amphidromus perversus, pero su localización sigue siendo un misterio. Nota: El trabajo de Martyn fue invalidado por la Comisión Internacional de Nomenclatura Zoológica, por lo que los nombres de las variedades no tienen estatus legal y el uso de aureus es simplemente un término de referencia práctico.
3. Amphidromus perversus perversus f. borneensis Pilsbry, 1900. Se basa en una variante de patrón interrumpido remarcada, de color blanquecino en el fondo y bastante similar a la subespecie javanesa, emaciatus. Se ha descrito desde el sur de Borneo en el distrito de Bandjermassin (Museo de Historia Natural de Chicago 63377), pero hay especímenes en el Naturalis de Leiden, procedentes del este de Borneo. El número de flamulaciones se reduce por encima de la periferia. Posiblemente pueda ser una subespecie, pero no hay suficientes datos disponibles para confirmarlo.
4. Amphidromus perversus perversus f. infrapictus von Martens, 1867. Fue considerado por Pilsbry (1900) como idéntico a interruptus Müller, 1774. En el mejor de los casos, podría considerarse una etapa ligeramente diferente en una serie casi continua de variaciones.
5. Amphidromus perversus perversus f. infraviridis von Martens, 1867. Probablemente es un derivado del infrapictus celebesiano. En lugar de flamulaciones y una zona basal púrpura, posee una base de color verde pálido o amarillo verdoso que es solo un poco más oscura que la aguja de color amarillo verdoso o limón. Es más similar al perversus típico, pero difiere en su porción basal más oscura.
6. Amphidromus perversus perversus f. interruptus Müller, 1774. Presenta una zona violácea o pardusca en la base, un parche amarillo o blanquecino cerca de la columela y flamulaciones parduzcas que están algo interrumpidas en la periferia y no alcanzan la sutura superior.
7. Amphidromus perversus perversus f. mitra von Martens, 1867. Es una variedad no representada de Bali y parece ser intermedia entre interruptus y sultanus.
8. Amphidromus perversus perversus f. niveus P. y F. Sarasin, 1899. Es blanco como la nieve, con una variz negra y una marca negra detrás del peristoma. Es un perversus "albino", común en las Célebes y que es visto esporádicamente desde Java hasta Borneo.
9. Amphidromus perversus perversus f. obesus von Martens, 1867. Es una variedad sin figura representativa, que probablemente puede equipararse con individuos achatados del patrón típico de perversus.
10. Amphidromus perversus perversus f. perversus Linnaeus, 1758. Se trata de una concha de amarillo sólido con variz negra y banda negra estrecha detrás del peristoma. Es conocido en toda la gama de las especies.
11. Amphidromus perversus perversus f. strigosus von Martens, 1867. Posee bandas continuas, bastante estrechas y rectas de color marrón, que van desde la sutura hasta el fondo de la espiral. Es conocido en Bali, Borneo y Célebes.
12. Amphidromus perversus perversus f. sultanus Lamarck, 1822. posee bandas marrones onduladas que recorren toda la espiral, interrumpidas en el centro de la espiral por una estrecha banda también en espiral del color del fondo. Esta variación se encuentra en todas las partes del rango de especies.

## Amphidromus perversus butoti

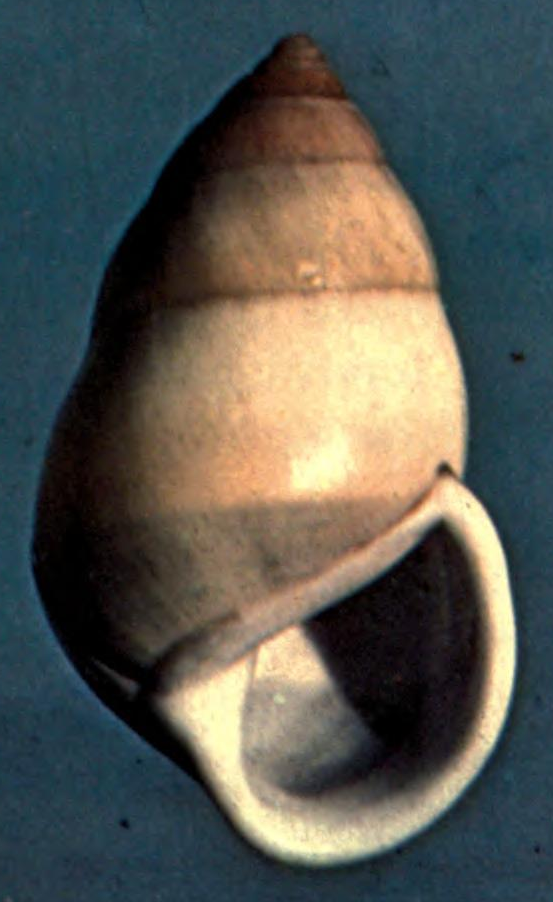
Vista de la apertura de la concha del holotipo de Amphidromus perversus butoti

Holotipo: Museo Zoológico de Ámsterdam. La localización del holotipo es Bajutan, en las islas Kangean. Recogido por Hoogerwerf el 20 de agosto de 1954. 
Descripción: Una serie de poblaciones de colores brillantes con superficie de concha altamente pulida. La intensidad general de la coloración y el pulido fuerte son las únicas características que separan a esta raza de las otras subespecies.
Observaciones: el problema de cómo tratar a las poblaciones insulares que muestran divergencias menores de las poblaciones principales está lejos de resolverse satisfactoriamente. La intensa coloración de las poblaciones de Kangean muestra una diferencia menor con respecto a las poblaciones principales, y que Laidlaw & Solem (1961) han reconocido con un nombre subespecífico. Para fines de referencia futura, se seleccionó como holotipo un caparazón con un patrón de color bastante distinto de cualquiera de los que se han nombrado. Por lo tanto, el nombre butoti al menos se puede usar para la variación de color si se decide incluir las poblaciones de Kangean en la forma denominada de perversus. Además del patrón de color denominado butoti, se observaron conchas referibles a infraviridis, infrapictus, rufocinctus, sultanus y el patrón típico de perversus en las islas Kangean. 
Paratipos: Se observaron especímenes de varias localidades en las islas Kangean. Las conchas de Sepandjang están en el Museo de Historia Natural de Chicago, no. 97808; en el Museo Zoológico de Ámsterdam; y en Butot. Los especímenes de Djukung están en el Museo Zoológico de Ámsterdam; y los topotipos de Bajutan están en el Museo de Historia Natural de Chicago, no. 97806, y en Butot. El Museo Zoológico de Ámsterdam posee algo de material adicional de las islas Kangean (¡USNM 468416, Paravicini!), posterior a que se redactara la descripción.

## Amphidromus perversus emaciatus
Distribución: Java central y oriental, y posiblemente Bali.
Observaciones: el caparazón es blanco con numerosas flamulaciones marrones que confluyen en la base, se alargan y son bastante delgadas. Aparentemente es un derivado blanco del grupo general de interruptus, que puede tener una separación geográfica definida en Bali y Java. El material de Kedewan, Java Oriental (Butot, Museo de Historia Natural de Chicago 72404) está comprendido entre 43.5 y 48 mm de altura.

## Amphidromus perversus melanomma
Distribución: Archipiélago de Riau cerca de Singapur y posiblemente Perak y la isla Biliton, en Borneo.
Observaciones: el ápice púrpura, las numerosas flamulaciones marrones onduladas que están parcialmente interrumpidas por una banda de color periférica amarilla, y la cubierta sólida son características. Esta variedad es similar al sultanus, pero tiene una interrupción parcial de las rayas por la banda de color y posee el ápice púrpura. El registro de Biliton de su primer viaje a Semarang es cuestionable, y es muy posible que los registros de Perak realizados por De Morgan sean erróneos. Las únicas localidades determinadas son el área de Singapur y el archipiélago de Riau.

## Amphidromus perversus natunensis

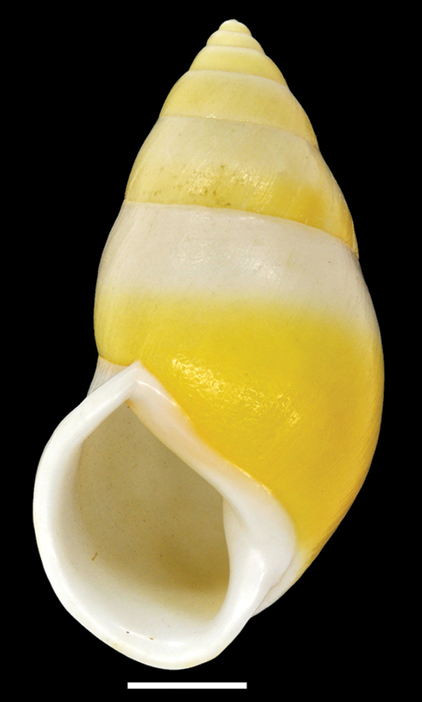
Amphidromus perversus natunensis

Distribución: Grandes islas de Natuna; posiblemente las islas del sur de Natuna y Anamba también.
La banda periférica amarilla de melanomma está ausente; de lo contrario, se asemeja a la población de Riau. Amphidromus perversus natunensis es bastante variable en color, desde blanco a oscuro (ver Pilsbry 1900, pp. 162-163). Posiblemente, parte del material que Jacobi (1895) diseccionó con los nombres de Amphidromus interruptus y Amphidromus chloris pertenecía a natunensis, pero las conchas no fueron dibujadas y su ubicación es desconocida. El registro de la isla de Natuna Sur necesita confirmación, mientras que los especímenes de Siantan, en las islas Anamba (CNHM 72427), fueron remitidos por Laidlaw & Solem (1961) con algunas dudas.

## Amphidromus perversus rufocinctus
Distribución: Isla de Bawean, Java.
Esta raza débilmente caracterizada difiere principalmente por su color intenso, su zona de color fuerte y el ligero margen blanco en la sutura. De diecisiete conchas recolectadas en mayo de 1954 por Hoogerwerf en Telaga Kastoba, isla de Bawean, diez eran dextrales y siete sinistrales. Tres carecían de una variz, una era de color verde hierba, tres eran blanquecinas y trece tenían un color de fondo amarillo. El nombre de sankapurus adjudicado por Fruhstorfer, 1905, se refiere a conchas blancas con una banda de color muy oscuro. Esta variación es similar a Amphidromus perversus butoti.